# Sperling und der gefallene Engel
Sperling und der gefallene Engel ist ein deutscher Fernsehfilm von Kai Wessel aus dem Jahr 1997. Es handelt sich um die zweite Episode der ZDF-Kriminalfilmreihe Sperling mit Dieter Pfaff in der Titelrolle. Sperlings Team bilden Karsten Rohde, verkörpert von Benno Fürmann, Vera Kowalski (Petra Kleinert) und Norbert Wachutka (Hans-Joachim Grubel). Die Haupt-Gaststars dieser Folge sind Meret Becker, Sylvester Groth und Christian Redl.
Der Film entspringt einer Idee von Rolf Basedow und Dieter Pfaff.

## Handlung
Vorwort: „‚Schaut auf diese Stadt‘. Erinnern Sie sich noch an die Worte? Ich schaue schon sehr lange auf diese Stadt, hab fast mein ganzes Leben hier verbracht. Ehrlich gesagt, ist dies der Platz, von wo aus ich am liebsten auf Berlin schauen würde. Diese Ecke ist nach meiner Größe zurechtgeschnitten. Ich liebe Berlin und ich liebe meinen Beruf. Beides hat sich in den letzten Jahren sehr verändert. Ich weiß, wovon ich rede, ich bin Polizist. Sie finden mich nicht in den Gängen unserer Zentrale und Sie finden meinen Namen auch nicht an den Bürotüren der einzelnen Dezernate. Sie finden mich vielleicht auf den Straßen dieser Stadt und wenn Sie mich anrufen, dann klingelt mein Telefon dort, wohin sie uns abgeschoben haben die neuen Verwalter Berlins. Das ist unser kleiner Vorposten der Zivilisation gegen die Flut des Verbrechens, die angeblich auf Berlin zurollt. Hier sagen wir uns täglich, wenn wir es nicht schaffen, schafft es keiner. Mein Name ist Sperling.“
In Berlin macht eine Einbruchserie Kriminalhauptkommissar Hans Sperling, Ermittlungsgruppe Schwerkriminalität, und seinem Team zu schaffen. Erst einmal aber muss er sein Versprechen einlösen, das er dem Nachbarjungen Sven anlässlich dessen Geburtstages gegeben hat, einen Besuch auf dem Jahrmarkt. Als er sich dann mit Sven mit gemischten Gefühlen aufs Riesenrad wagt, wird er von oben Zeuge eines Überfalls auf eine Schaustellerin. Der Täter kann entkommen, aber aufgrund einer ziemlich exakten Beschreibung eines Wachmannes, der auch das Auto des Täters erkannt haben will, wird Ewald Ries als Verdächtiger festgenommen. Alle Indizien sprechen gegen Ries, der sich beim Verhör auch noch in Widersprüche verwickelt. Bei einer Gegenüberstellung ist sich der Wachmann dann nach eigener Aussage zwar nicht hundertprozentig sicher, glaubt aber, dass Ries der Täter gewesen sein könne. Bei seiner Vernehmung gerät der ehemalige Boxer außer Rand und Band und schlägt auf alles ein, was sich ihm in den Weg stellt. Immer wieder schwört er, dass er es nicht gewesen sei.
Für Sperling führen einfach zu viele Indizien zu Ries, der zudem etwas zu verschweigen scheint. Für ihn Grund genug, weitere Ermittlungen anzustellen und sich nicht mit einer schnellen Lösung zufriedenzugeben. Der Kommissar sucht Ewald Ries’ Bruder Harald auf, der eine Bar betreibt, und erzählt ihm von der Festnahme Ewalds. Dieser meint, Ewald sei nicht gerade vom Glück verfolgt, erst seine geschäftliche Pleite, dann seine Verurteilung wegen eines relativ geringen Drogenvergehens und nun diese Festnahme. Er glaube nicht, dass Harald einen bewaffneten Raubüberfall begangen habe. Harald Ries lässt durchblicken, dass er mit der Wahl seines Bruders, der seine Frau aus einer Rotlichtbar herausgeholt habe, nicht einverstanden gewesen sei. Als Nächstes suchen Sperling und sein Kollege Karsten Rohde Magda Ries auf, ohne dass sie die Aussagen der Frau wirklich weiterbringen. Rohde beobachtet noch, wie Ries eine Kirche betritt und anschließend in einem Haus in der Jägerstraße verschwindet. Sperling hat inzwischen die ihm bekannte Barfrau Rosa aufgesucht, bei der Magda lange gearbeitet hat, und spricht mit ihr über das Ehepaar Ries. Er lässt durchblicken, dass er wisse, dass Magda Rohde drogensüchtig sei und sie erwidert, dass Ewald Ries ihr gegenüber seine Verzweiflung darüber zum Ausdruck gebracht habe. Sperling meint, Ries liebe seine Frau über alles und Rosa entgegnet, aber sie seien nicht gut füreinander. Da Ries zu der Zeit in der Bar war, hat er ein Alibi.
Es kristallisiert sich heraus, dass Ries sogar für ein Vergehen seiner Frau ins Gefängnis gegangen ist, sie hätte es da nicht ausgehalten, meint Magda Ries. Sperling will von ihr wissen, wer ihr Stoff gebe und ihr Geschenke mache. Ja, sie habe ihrem Mann gesagt, dass jemand anderes für sie sorge, sie sei so allein gewesen. Der Mann bedeute ihr aber überhaupt nichts.
Nach einer unergiebigen Vernehmung gelingt es Ries, Rohde hereinzulegen und zu fliehen. Sperling ordnet daraufhin an, den Wachmann Berger zu observieren, der ihnen jedoch entwischen kann. Über Josch, einen Informanten, bekommt Sperling in Bezug auf die Einbruchserie einen Hinweis auf einen Kurt Vogel, der auch alles zugibt, auch den Raub auf dem Jahrmarkt. Er verweist darauf, dass Berger gewusst habe, wo was zu holen gewesen sei, der habe doch Geld für sein „Flittchen“ gebraucht. Und die Frau habe vorher ausgekundschaftet, wo etwas zu holen gewesen sei, sie sei doch zuvor bei den reichen Freiern als Callgirl gewesen. Als Sperling Berger befragt, gibt der unumwunden zu, dass Ries ihm im Wege gewesen sei. Dann gibt er Sperling, nachdem dieser ihm unmissverständlich klargemacht hat, dass er sich nicht mit ihm anlegen solle, einen Hinweis auf einen Galeristen in der Jägerstraße.
Ewald Ries verliert in der Zeit den Kampf, den er mit seiner Frau durchstehen wollte. Als sie sich ein Messer an die Pulsadern setzt, gibt er ihr die Tasche mit Stoff und läuft davon. Sperling kann ihn auf dem Dach der Wohnung des Galeristen in der Jägerstraße stellen. Er wollte diesen Einbruch begehen, um an Geld für seine Frau zu kommen. In Thailand gebe es ein Kloster, meint er zu Sperling, da könne man Magda vielleicht helfen.

## Produktion

### Produktionsnotizen, Dreharbeiten
Es handelt sich um eine Produktion der Polyphon Film- und Fernsehgesellschaft. Der Film wurde in Berlin und Umgebung gedreht.
Horizontale Erzählweise: In dieser Folge erfährt man, dass Sperlings Mitarbeiter Karsten Rohde sich in einer Ehekrise befindet und mit dem Gedanken spielt, seine Ehe zu beenden. Sperling rät ihm, bei dieser Entscheidung auch an sein Kind zu denken. Im Verlauf der Handlung bekommt Rohde von dem ehemaligen Boxer Ewald Ries in verschiedenen Zeitabständen zweimal einen harten Schlag ins Gesicht verpasst.
Dieter Pfaff, der im Film als Sperling stöhnt: „Die Wahrheit zu finden ist harte Arbeit“, erläuterte dazu: „Spannung bei Krimis hat was mit Genauigkeit, Klugheit, mit Intelligenz und mit Witz zu tun.“

### Veröffentlichung
Sperling und der gefallene Engel wurde vom ZDF am 1. Februar 1997 zur Hauptsendezeit erstmals ausgestrahlt.
Diese zweite Episode der Reihe erschien zusammen mit allen weiteren 17 Folgen am 10. April 2015 auf DVD, herausgegeben von der Edel Germany GmbH. Außerdem wurde ab 2. Oktober 2006 von der Universum Film GmbH eine DVD-Box mit den ersten vier Filmen der Reihe aus den Jahren 1996/1997 veröffentlicht.

## Kritik
Die Kritiker der Fernsehzeitschrift TV Spielfilm vergaben an den Film die bestmögliche Wertung, Daumen nach oben, für Humor und Anspruch gab es einen von drei möglichen Punkten, für Spannung zwei. Die Rede war von einer „Klassereihe“, was zu dem Fazit führte: „Dieser Sperling ist ein echter Krimi-Star“.
Rainer Tittelbach gab dem Film auf seiner Seite tittelbach.tv fünf von sechs möglichen Sternen und stellte fest: „Die Chemie zwischen Sperling-Erfinder Basedow & Kai Wessel hat offensichtlich gestimmt. Wieder ein ausgezeichneter Großstadtkrimi!“ Der „unkonventionelle Kommissar im Berliner Kiez“ betreibe „Ermittlungsarbeit auch als Milieu-Pflege“ und setze ansonsten „auf seine gute Beobachtungsgabe, auf Intuiton, Menschenkenntnis & auf akribische Recherche“. Tittelbach meinte, „viel zu lange“ habe „der ‚Dicke‘ im Schaten vom drahtigen Fahnder und soften Balko“ gestanden. Jetzt dürfe sein Sperling „zum zweiten Mal zeigen, wie er und seine Darsteller am liebsten ihre Fälle lösen“. Pfaff habe mit der Verkörperung des Kommissars Sperling eine Rolle, „die ganz auf den 49-Jährigen zugeschnitten“ sei. „Zur Qualität des zweiten Sperling-Falls“ habe „maßgeblich auch Regisseur Kai Wessel mit starken Bildern und einem ungewöhnlichen Soundtrack beigetragen“.
Spiegel Online befand: „Der zweite Film dieser Reihe wirft einen unaufgeregten Blick auf den Alltag von Menschen, denen gestohlene Klunker so wichtig sind wie das Futter für die Katze. Doch in der Ruhe liegt nicht immer nur Kraft, manchmal fehlt es an Spannung.“
Im Berliner Kurier war zu lesen: „Sperling stößt ins Geflecht aus Liebe, Eifersucht, Abhängigkeit. Dabei war vieles so verknotet, daß der Faden verlorenging. Dennoch blieb Spaß am Kriminalistenteam. Vor allem an Pfaff und Benno Fürmann, an Dick und Dünn.“